# Брейдс (Монтсеррат)
Брейдс (Брейдс-Истейт; англ. Brades, Brades Estate) — посёлок и временный административный центр острова Монтсеррат с 1998 года. Расположен на севере острова. Население — приблизительно 1000 человек.
Временным административным центром деревня стала после извержения вулкана Суфриер-Хилс, которое 25 июня 1997 года уничтожило фактическую столицу острова город Плимут.